# Île Boulay
Île Boulay är en ö i Ébriélagunen, i utkanten av Elfenbenskustens största stad Abidjan. Den saknar broförbindelse med fastlandet och är därför relativt glesbefolkad trots sin närhet till stadens centrum.